# Coronidium telfordii
Coronidium telfordii là một loài thực vật có hoa trong họ Cúc. Loài này được Paul G.Wilson mô tả khoa học đầu tiên.